# Coenonycha hageni
Coenonycha hageni är en skalbaggsart som beskrevs av Mont A. Cazier 1943. Coenonycha hageni ingår i släktet Coenonycha och familjen Melolonthidae. Inga underarter finns listade i Catalogue of Life.